# Landtagswahl in Südtirol 1960
Die Südtiroler Landtagswahl 1960 fand am 6. November 1960 als Wahl zum Regionalrat Trentino-Südtirol statt. Formalrechtlich erfolgte die Wahl zum Regionalrat in zwei getrennten Wahlkreisen, von denen einer dem Gebiet der untergeordneten Provinz Bozen, einer dem Gebiet der untergeordneten Provinz Trient entsprach. Im Wahlkreis der Provinz Bozen wurden 22 Abgeordnete zum Regionalrat gewählt, in der Provinz Trient 26 Abgeordnete. Mit ihrer Wahl in den 48 Mandate umfassenden Regionalrat wurden die Abgeordneten des Wahlkreises Bozen gleichzeitig Mandatare des Südtiroler Landtags, jene des Wahlkreises Trient hingegen Abgeordnete zum Trentiner Landtag. 
Die IV. Legislaturperiode begann am 13. Dezember 1960 und endete am 13. Dezember 1964. Am 31. Dezember 1960 wählte der Landtag die Südtiroler Landesregierung (Kabinett Magnago I).

## Wahlergebnis
- Partito Comunista Italiano: 1
- Partito Socialista Italiano: 1
- Partito Socialista Democratico Italiano: 1
- Südtiroler Volkspartei: 15
- Democrazia Cristiana: 3
- Movimento Sociale Italiano: 1

| Partei                                                 | Stimmenanzahl | Prozent | Mandate |
| ------------------------------------------------------ | ------------- | ------- | ------- |
| Südtiroler Volkspartei                                 | 132.351       | 63,86 % | 15/22   |
| Democrazia Cristiana                                   | 30.277        | 14,61 % | 3/22    |
| Movimento Sociale Italiano                             | 14.687        | 7,09 %  | 1/22    |
| Partito Socialista Italiano                            | 12.217        | 5,90 %  | 1/22    |
| Partito Socialista Democratico Italiano                | 7.544         | 3,64 %  | 1/22    |
| Partito Comunista Italiano                             | 6.514         | 3,14 %  | 1/22    |
| Partito Liberale Italiano/Partito Democratico Italiano | 2.839         | 1,37 %  | 0/22    |
| Partito Repubblicano Italiano                          | 817           | 0,39 %  | 0/22    |

## Historische Bedeutung
Alle Landtagsparteien erzielten 1960 zum zweiten Mal infolge dieselbe Mandatsanzahl wie bei den vorangegangenen Wahlen der Jahre 1952 und 1956. Dies deutet einerseits auf eine enorme politische Stabilität hin. Tatsächlich verlagerte sich der politische Diskurs in jenen Jahren gerade aufgrund der eingeengten Parteipolitik teilweise in den außerparlamentarischen Raum. Der Befreiungsausschuss Südtirol (BAS) versuchte 1961 mit Bombenanschlägen (siehe Feuernacht) seiner Forderung nach einer Loslösung Südtirols von Italien Nachdruck zu verleihen.